# زیاد الجهنی
زیاد الجهنی (انگلیسی: Ziyad Al-Johani؛ زادهٔ ۱۱ نوامبر ۲۰۰۱) بازیکن فوتبال اهل عربستان سعودی است.
از باشگاه‌هایی که در آن بازی کرده است می‌توان به باشگاه فوتبال الاهلی عربستان سعودی اشاره کرد.
وی همچنین در تیم‌های ملی فوتبال زیر ۲۰ سال عربستان سعودی و زیر ۲۳ سال عربستان سعودی بازی کرده است.